# Gilletinus rugosifrons
Gilletinus rugosifrons es una especie de coleóptero de la familia Geotrupidae.

## Distribución geográfica
Habita en Nueva Guinea.